# 張瓌 (全椒)
張瓌（?—?），字唐公，滁州全椒县（今安徽全椒草庵沿河村）人，北宋政治人物，张洎之孙。
他的岳父王钦若。宋真宗大中祥符年间張瓌举进士，召试学士院，赐第，担任秘阁校理、同知太常礼院。为钱惟演上谥文墨，钱惟演之子敲击登闻鼓上诉，宋仁宗派人询问，張瓌回答有条有理，朝廷不能夺，于是赐钱惟演谥号为思。張瓌判吏部南曹，为开封府推官、知洪州。转任两浙转运使，加直史馆、知颍州、扬州，即拜淮南转运使。張瓌上奏赋税多百姓贫穷，拒绝缴纳羡财。入朝修起居注、知制诰。为刘沆赠官制，说刘沆附会权势取得显位。刘沆子刘瑾率领子弟妇女向皇帝哭诉張瓌挟私怨污蔑刘沆。执政以为褒赠是恩典，張瓌不应当作贬词，于是出知黄州。宋英宗时，張瓌进左谏议大夫、翰林侍读学士。刘瑾又告发他，出知濠州。历任应天府、河南府、河阳，请改任为太平州。張瓌喜欢举荐士人，遇事敢言，触怒权贵，屡遭贬谪，终不悔恨。張瓌七十岁时去世。